# Маріуполіт
Маріуполіт (англ. mariupolite, нім. Mariupolit m) — гірська порода, представлена комплексом різновидів нефелінових сієнітів, розповсюджена у Приазов'ї.

## Загальна характеристика
Маріуполіти — це різновид нефелінових сієнітів. За зовнішнім виглядом вони досить різноманітні. Це світлі, сірі, рожево-сірі, блакитно–сірі або зеленувато-сірі дрібно–, середньо– та крупнозернисті породи масивної, іноді смугастої текстури. Досить часто вони є нерівномірно зернистими. У мінеральному складі маріуполітів головні компоненти — лужні польові шпати, нефелін, темнокольорові мінерали. Лужні мінерали представлені в основному альбітом, меншою мірою — мікрокліном. Темноколірні мінерали представлені егірином та біотитом. Другорядні мінерали — амфіболом, кальцитом, канкринітом, содалітом, цеолітами. Акцесорні мінерали представлені пірохлором, цирконом, бритолітом, магнетитом, гематитом, гідроксидами заліза, сульфідами заліза.

## Маріуполіти Приазов'я (Україна)
Мінеральний склад з Жовтневого лужного масиву: альбіт, нефелін, егірин, лепідомелан, циркон, содаліт. Відношення K2O:Na2O = 1:24. Забарвлення породи плямисте («ситцеве»).
За даними К. Шпильового маріуполіт містить Nb2O5 — 0,104; Та2О5 — 0,006; ZrO2 — 0,45 (в частках одиниці).
Польський геолог і мінеролог Ю. А. Морозевич, який працював у регіоні Півдня України, виділив 8 різновидів маріуполітів:
- 1. Лейкократовий тип — стрічковий або смугастий маріуполіт.
- 2. Ґнейсовидний маріуполіт з цирконом.
- 3. Дрібнозернистий — з содалітом і канкринітом.
- 4. Порфіритовий — з лепідомеланом.
- 5. Порфіритовий — з бекелітом.
- 6. Грубозернистий — нормальний М.
- 7. Меланократовий — з мікропертитом.
- 8. Компактний — щільний фонолітовий.

Маріуполіти найбільш розповсюдженні серед руд, в яких альбіт різко переважає над калієвим польовим шпатом (КПШ). До складу маріуполітів входять альбіт, мікроклін, нефелін, егірин, біотит, амфібол; із другорядних — кальцит, канкриніт, цеоліти, флюорит. Акцесорні мінерали представлені цирконом, пірохлором, бритолітом, магнетитом, сульфідами.
Маріуполіт використовується у художніх каменерізних виробах.